# Kobusch Automobile Company
Kobusch Automobile Company war ein US-amerikanischer Hersteller von Automobilen.

## Unternehmensgeschichte
Das Unternehmen war so etwas wie die Automobilabteilung der St. Louis Car Company. George J. Kobusch gründete es 1906 in St. Louis in Missouri. Außerdem waren W. S. Miller, George H. Mills und H. J. Vogel beteiligt. Im gleichen Jahr begann die Produktion von Automobilen. Der Markenname lautete Kobusch. Noch 1906 endete die Produktion.

## Fahrzeuge
Nachdem die St. Louis Car Company 1905 mit einem kleinen Runabout mit einem Zweizylindermotor wenig Erfolg hatte, standen nun größere und stärkere Fahrzeuge im Angebot. Sie hatten verschiedene Vierzylindermotoren und ähnelten den Modellen von Mors. Auch hiermit blieb der Erfolg aus.
Das Model A hatte einen Motor mit 20 PS Leistung. Das Fahrgestell hatte 259 cm Radstand. Überliefert
sind Aufbauten als Tourenwagen mit fünf Sitzen und eine Demi-Limousine.
Das Model B hatte einen 35-PS-Motor, 269 cm Radstand und war als Limousine karosseriert.
Das Model C war das Spitzenmodell. Der Motor leistete 50 PS. Der Radstand betrug 305 cm. Einzige Karosseriebauform war ein Landaulet.

## Modellübersicht
| Jahr | Modell  | Zylinder | Leistung (PS) | Radstand (cm) | Aufbau                               |
| ---- | ------- | -------- | ------------- | ------------- | ------------------------------------ |
| 1906 | Model A | 4        | 20            | 259           | Tourenwagen 5-sitzig, Demi-Limousine |
| 1906 | Model B | 4        | 35            | 269           | Limousine                            |
| 1906 | Model C | 4        | 50            | 305           | Landaulet                            |